# 路德維希·比爾曼
路德維希·弗朗茨·本尼迪克特·比爾曼（德語：Ludwig Franz Benedict Biermann，1907年3月13日—1986年1月12日）是一位德國天文學家。

## 研究
比爾曼的研究是在天文物理和電漿。他預測了太陽風的存在。

## 榮譽與獎項

### 獲獎
- 1967年布魯斯獎
- 1974年英國皇家天文學會金質獎章
- 1980年卡爾·史瓦西獎章

### 命名事物
- 小行星73640
- 德國天文學會路德维希·比爾曼獎

## 外部連結
- Bruce medal page （页面存档备份，存于）

### 獲獎訊息
- Awarding of Bruce Medal （页面存档备份，存于）
- Awarding of RAS gold medal （页面存档备份，存于）

### 訃聞
- MitAG 66 (1986) 10 （页面存档备份，存于） （德文）
- QJRAS 27 (1986) 698 （页面存档备份，存于）